# Гагаузы в России
Гагаузы (гаг. Gagauzlar) в границах современной Российской Федерации представляют собой быстрорастущую диаспору гагаузского народа общей численностью около 14 тыс. человек. В пределы Российской империи гагаузы начали переселяться после 1812 года, в рамках царской программы колонизации малонаселённой южной Бессарабии. На тот момент они имели еще болгарское этническое самосознание, но на российской земле у гагаузов постепенно оформилось своя национальная самоидентификация. К 1897 году из состава бессарабских болгар по языковому признаку выделились  гагаузы: перепись зафиксировала в Российской Бессарабии 103 492 этнических болгарина (из 170 000 по империи в целом) и 57 045 гагаузов.

## История
Временный румыно-молдавский контроль над Южной Бессарабией в 1856—1878 годах толкнул часть гагаузов дальше вглубь российской территории. Становление национальных республик привело к тому что гагаузы оказались разделены республиканскими границами. На тот момент гагаузы в основном жили на юге России, в Ростовской области (свыше 500 человек) и Предкавказье. В государственном архиве Кабардино-Балкарии сохранились сведения о том, что первые гагаузы появились здесь в конце XIX века, купив земли через Государственный Крестьянский земельный банк. В 1918 году, после начала хаоса Гражданской войны, крестьянские хозяйства гагаузов оказались разорены набегами горцев, и местные гагаузы перебрались в Семипалатинскую губернию, однако уже в 1925 году  обратились к руководству Кабардино-Балкарской Республики с просьбой разрешить им вернуться обратно. В дальнейшем число гагаузов на территории РСФСР росло бурными темпами, в основном за счёт положительного миграционного сальдо с сельскими районами компактного проживания гагаузов в Буджаке, разделённом после 1940 года между Молдавской и Украинской ССР.

## Гагаузская диаспора в России
К 1979 году их число в России возросло до 4,2 тыс. чел, к 1989 до 10,0 тыс. Вклад естественного прироста при этом снижался. Перепись 2002 года зафиксировала присутствие в России 12,2 тыс. гагаузов, а перепись 2010 года — 13,7 тыс. Большинство российских гагаузов (9 732) на тот момент проживало в городах, селян среди них насчитывалось 3 958 человек. Однако в среде гагаузов, где до сих пор широко распространено трансграничное отходничество, такое деление на горожан и селян весьма условно: часто при наличии сельского дома в Гагаузии и России, гагаузы ездят на работу в крупные городские агломерации. Для гагаузов характерна цепная миграция земляков целыми семьями из одного села Гагаузии в один населённый пункт России. Наглядно это демонстрирует Даньковское сельское поселение. Таким образом, за период между 1959 и 2010 года число гагаузов в России выросло в 4,6 раза. Со временем регионы концентрации гагаузов изменились: теперь свыше пятой части гагаузов России живёт в Тюменской области и её автономных округах; 13,7% всех гагаузов проживает в Москве и Московской области.